# Exechia plebeia
Exechia plebeia är en tvåvingeart som först beskrevs av Walker 1848.  Exechia plebeia ingår i släktet Exechia och familjen svampmyggor.
Artens utbredningsområde är Ontario. Inga underarter finns listade i Catalogue of Life.